# Галегин
Галегин — ациклический алкалоид. Обнаружен в семенах растения Козлятник лекарственный (Galega officinalis L.), по которому получил своё название. Впервые выделен в 1914 г., его строение установлено в 1923 г., впервые синтезирован в 1924 г.
Галегин представляет собой белые игольчатые кристаллы, гигроскопичные и поглощающие углекислый газ. Оптической активностью не обладает.
Проявляет основные свойства, образует хорошо кристаллизующиеся соли. При нагревании с основаниями разлагается с образованием аминоамилена и мочевины. При восстановлении образует дигидрогалегин, при окислении — ацетон и гуанидинуксусную кислоту.
Лабораторный синтез галегина заключается во взаимодействии этил-β-хлорпропионата с метилмагнийиодидом с образованием диметил-β-хлорэтилкарбинола. Последний взаимодействует с фтальимидкалием, в результате омыления образовавшегося фталевого производного с одновременной дегидратацией образуется галегин.
Галегин обладает сахароснижающей способностью и некоторое время использовался в качестве антидиабетического средства.